# Мозырская ТЭЦ
Мозырская ТЭЦ (ТЭЦ-24) — теплоэлектроцентраль, расположенная в Мозырском районе Гомельской области, снабжающая электрической и тепловой энергией Мозырский нефтеперерабатывающий завод и город Мозырь. Потребителями тепловой энергии, отпускаемой ТЭЦ, также являются ГП «Мозырская овощная фабрика», поселок Криничный и детский оздоровительный центр.
Мозырская ТЭЦ — филиал РУП «Гомельэнерго».

## История
Задание на проектирование ТЭЦ было утверждено приказом Министерства электрификации СССР от 10 сентября 1965 года, проект станции выполнил Минский филиал института «Промэнергопроект». Электростанция строилась для энергоснабжения строящегося Мозырского НПЗ и других предприятий прилегающего промузла.
4 января 1974 года были введены в эксплуатацию котлоагрегат № 1 производительностью 420 т/ч и турбоагрегат № 1 мощностью 60 МВт. Второй котлоагрегат введен в ноябре 1974 года, проектной мощности станция достигла в 1975 году.
В 2001 году была построена теплотрасса до Мозыря, расположенного в 17 км от ТЭЦ, что позволило перейти на централизованное теплоснабжение города.
На станции реализуется проект реконструкции одной из турбин с установкой нового цилиндра высокого давления и увеличением мощности на 10 МВт.
Директор: Шкала Виктор Иванович, телефон приёмной: +375 (2363) 7 27 59;

## Основные характеристики
Установленная электрическая мощность ТЭЦ — 195 МВт. Тепловая мощность турбоагрегатов — 435 Гкал/час. На электростанции установлены:
- два турбоагрегата:
  - ТГ-1 в составе паровой турбины ПТ-70-130/13 и электрогенератора ТВФ-80-2ЕУЗ,
  - ТГ-2 в составе паровой турбины ПТ-135/165-130/13 и электрогенератора ТВВ-165-2;
- пять энергетических котлоагрегатов.